# Isleria hauxwelli
Az Isleria hauxwelli a madarak osztályának verébalakúak (Passeriformes) rendjébe és a hangyászmadárfélék (Thamnophilidae) családjába tartozó faj.

## Rendszerezése
A fajt Philip Lutley Sclater angol ügyvéd és zoológus írta le 1912-ben, a Formicivora nembe Formicivora hauxwelli néven. Sorolták a Myrmotherula nembe Myrmotherula hauxwelli néven is.

## Alfajai
- Isleria hauxwelli clarior (Zimmer, 1932)
- Isleria hauxwelli hauxwelli (P. L. Sclater, 1857)
- Isleria hauxwelli hellmayri (E. Snethlage, 1906)
- Isleria hauxwelli suffusa (Zimmer, 1932)[2]

## Előfordulása
Dél-Amerikában, Bolívia, Brazília, Ecuador, Kolumbia és Peru területein honos. Természetes élőhelye szubtrópusi és trópusi síkvidéki esőerdők és mocsári erdők. Állandó nem vonuló faj.

## Megjelenése
Testhossza 10 centiméter, testtömege 9-12 gramm.
|  |

## Életmódja
Főleg rovarokkal táplálkozik, de fogyaszt más ízeltlábúakat is.

## Természetvédelmi helyzete
Az elterjedési területe rendkívül nagy, egyedszáma ugyan csökkenő, de még nem éri el a kritikus szintet. A Természetvédelmi Világszövetség Vörös listáján nem fenyegetett fajként szerepel.